# 沖宿町
沖宿町（おきじゅくまち）は、茨城県土浦市の町名。五中地区（上大津地区）に属する。郵便番号は300-0023。町界町名整理事業および住居表示整備事業は未実施である。

## 地理
土浦市の東部に位置する。南を霞ヶ浦に接しており、東をかすみがうら市に接している。

## 歴史

### 年表
- 江戸時代以前は新治郡沖宿村であった。中世、ここは荘園であり、大津郷南野荘に属していた。
- 江戸時代は常に土浦城主の所領となる。（土浦藩領）
- 1888年（明治22年） - 田村、手野村、白鳥村、菅谷村、神立村と合併し、上大津村が成立。上大津村大字沖宿となる。[5]
- 1954年（昭和29年） - 上大津村は土浦市に編入合併、土浦市沖宿町となる。[6]
- 1970年（昭和40年代）ごろから、国の減反政策などの影響を受けて、稲作が行われていた田で、新たに蓮根栽培が始まった。沖宿や近隣の田村、手野などで、蓮根栽培が盛んに行われるようになり、土浦市は日本一の蓮根の産地となった。
- 1990年（平成2年） - 当町の北部台地で、ニュータウン開発が始まる。
- 1998年（平成10年） - ニュータウン開発は進み、当町の一部から新しい町名「おおつ野」が誕生し町域の一部が分離。
- 2005年（平成17年）4月 - 町内に、霞ヶ浦の水質浄化を目的とした、研究施設の茨城県霞ヶ浦環境科学センターが開設される[7]。

### ゆかりのある人物

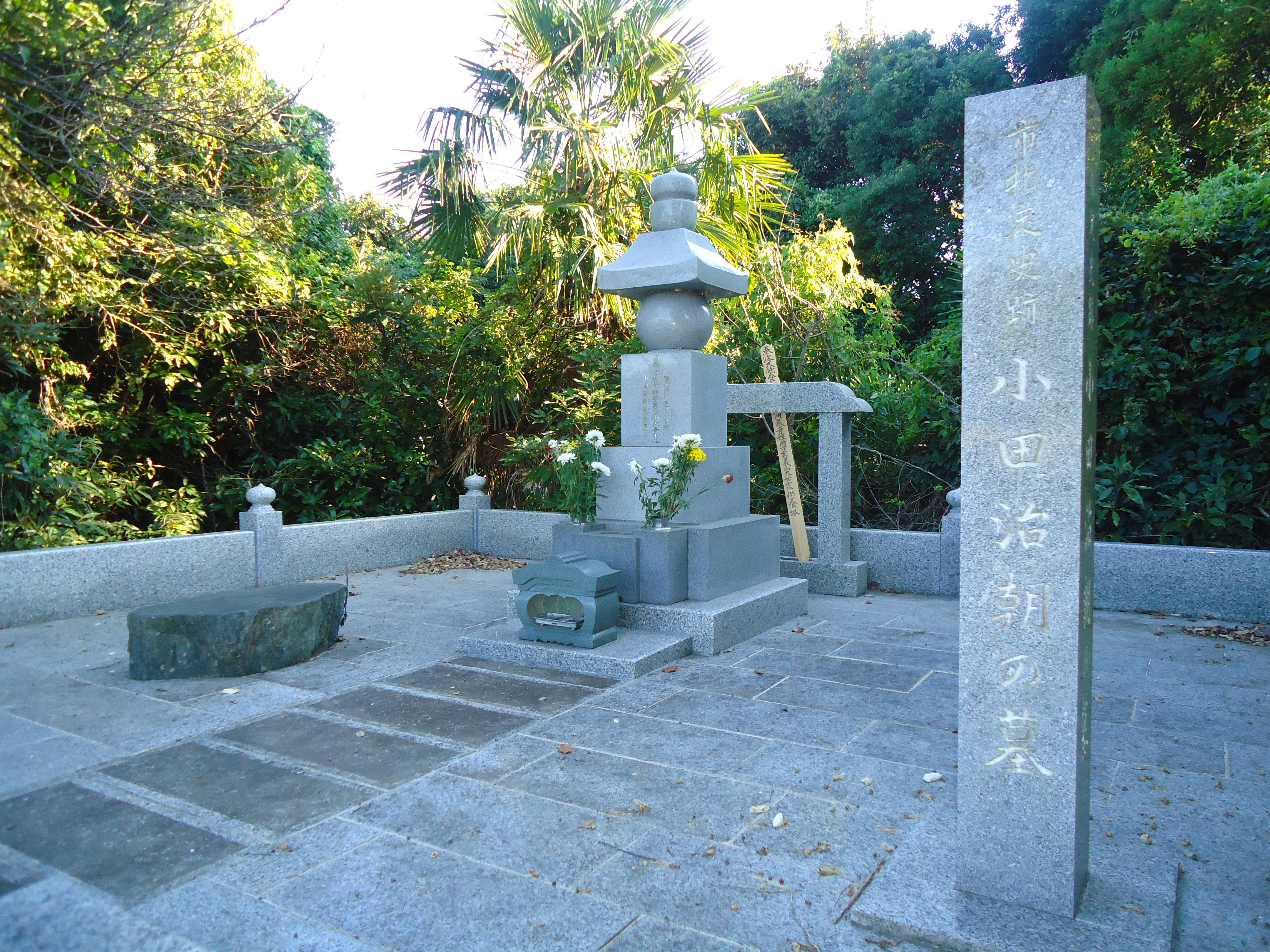
市指定史跡の小田治朝の墓

安村江痴
江戸時代から明治時代の当町の人物。土浦藩医であった。晩年は当町に診療所を開設。墓所は市指定史跡。
小田治朝
常陸小田氏9代当主、当町に菩提寺の海蔵寺を建立したと伝わる。墓所も当町にあり、市指定史跡である。

### 民話
当町内の鹿島神社に、源義経が兄頼朝に鎌倉を追われ、奥州へ下る際に匿ってもらったお礼として、青葉の笛を奉納したという伝説がある。

## 世帯数と人口
2022年（令和4年）1月1日現在の世帯数と人口は以下の通りである。
| 町丁   | 世帯数  | 人口  |
| ------ | ------- | ----- |
| 沖宿町 | 258世帯 | 756人 |

## 小・中学校の学区
市立小・中学校に通う場合、学区は以下の通りとなる。
| 番地 | 小学校                 | 中学校                 |
| ---- | ---------------------- | ---------------------- |
| 全域 | 土浦市立上大津東小学校 | 土浦市立土浦第五中学校 |

## 施設

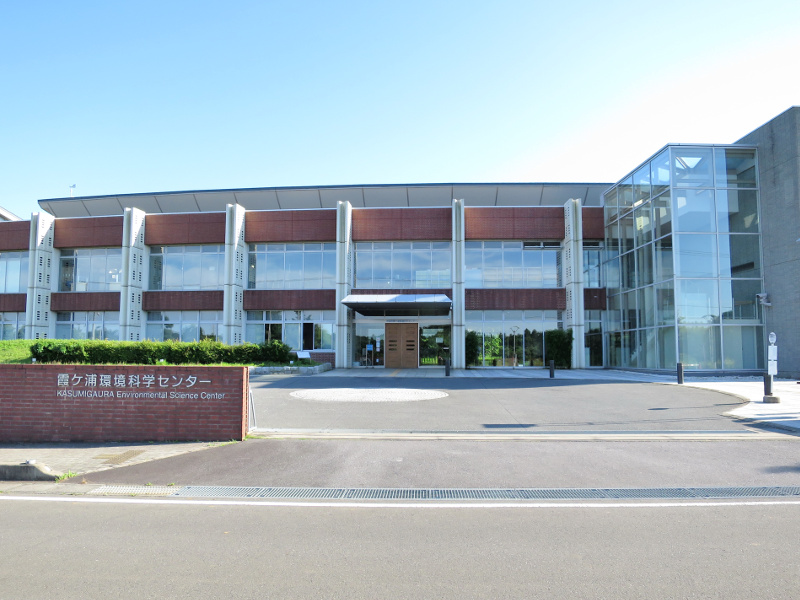
茨城県霞ケ浦環境科学センター

- 茨城県霞ケ浦環境科学センター
- 土浦市立上大津東小学校
- 沖宿郵便局
- ワンウェイゴルフクラブ

## 交通

### 道路
- 茨城県道118号石岡田伏土浦線
- 都市計画道路田村沖宿線

## 寺社・文化財

### 主な町内の寺社
- 鹿島神社 - 創建は鎌倉時代。例年10月に大祭が行われる。
- 海蔵寺
- 沖宿観音堂
- 三峯神社

### 文化財
- 大般若波羅密多経（県指定・海蔵寺所蔵）[10]
- 木造阿弥陀如来坐像（県指定・海蔵寺所蔵）
- 小田治朝の墓（市指定）
- 安村江痴の墓（市指定）